# Alexander van Schotland
Alexander van Schotland (Jedburgh, 21 juni 1264 - Lindores Abbey, 28 januari 1284) was de oudste zoon van koning Alexander III van Schotland en Margaretha van Engeland en was de erfgenaam van de Schotse troon. Hij huwde in 1282 in Roxburgh met Margaretha van Dampierre, de dochter van graaf Gwijde van Dampierre. Alexander overleed echter in 1284 en werd in Dunfermline Abbey begraven. Zijn dood was tevens het begin van een successiecrisis aangezien zijn jongere broertje, David, al drie jaar eerder was overleden. Uiteindelijk werd Margaretha van Schotland aangewezen als de opvolger van Alexander III.